# Таррадель, Микел
Микел Таррадель-и-Матеу, кат. Miquel Tarradell i Mateu (1920, Барселона — 1995) — каталонский археолог, исследователь античной и доисторической эпохи Иберии (в частности, культуры Мотильяс и культуры валенсийской бронзы). Лауреат Почётной премии каталанской словесности за 1977 г.

## Биография
Защитил докторскую диссертацию по словесности. Был одним из основателей (1946) подпольного каталонского журнала Ariel.
Руководил Управлением археологических исследований Гранады и Археологическим управлением Испанского Марокко. В этот период провёл важные раскопки древнеримского поселения Ликсус. Работал на кафедре археологии в Валенсийском университете, где основал журнал Papeles del Laboratorio de Arqueología de Valencia, а также в Барселонском университете с 1970 года.
Руководил журналом Fonaments, был членом Королевской академии словесности Барселоны, членом Ассоциации писателей Каталонии, входил в Патронажный совет журнала Revista de Catalunya.

## Сочинения
- Les arrels de Catalunya (1962)
- El País Valenciano del neolítico a la iberización (1963)
- Prehistòria i Antiguitat (1963) (в книге: Història dels catalans)
- Prehistòria i Antiguitat (1965) (в книге: Història del País Valencià)
- Terracotas púnicas de Ibiza (Карфагенские терракоты Ибицы, 1974)
- Les ciutats romanes als Països Catalans (Римские города в Каталонии, 1978).
- Eivissa cartaginesa (Эйвисса в эпоху Карфагена, 1975) вместе с Matilde Font
- Lixus (1959)
- Marruecos púnico (Марокко под властью Карфагена, 1960)
- Arte Ibérico (Иберское искусство, 1968)
- Arte romano en España (Римское искусство в Испании, 1969)
- Manual de prehistoria africana (Руководство по доисторическому периоду Африки, 1960) вместе с L. Pericot
- Garum et industries antiques de salaison (1965) вместе с M. Ponsich
- Historia de Alcudia (История Алкудии, 1978) вместе с G. Roselló-Bordoy и A. Arribas Palau